# Regnar Westenholz

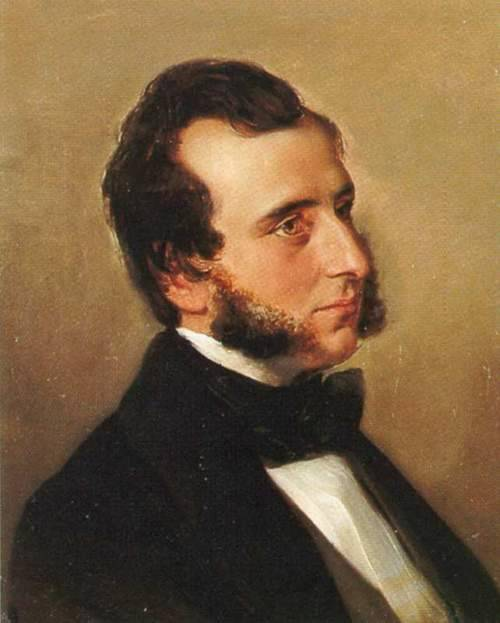
Regnar Westenholz.

Regnar Westenholz, född 10 december 1815 i Skagen, död 12 april 1866 på Mattrup, var en dansk godsägare och politiker.  
Han blev handelsman i Løgstør (där fadern bodde) och senare i Aalborg. År 1843 blev han grossist i Hamburg och började 1845 samarbeta med Henrik Pontoppidan. I april 1848 blev han dansk generalkonsul, men flyttade samma år till London där han handlade med korn fram till 1852. 1852 försökte han skapa handelsförbindelser mellan Danmark och England. År 1853 köpte han herrgården Mattrup utanför Horsens dit han flyttade och bodde i avelsgården Løvenholt, som han sålde 1861. Efter hand sålde han det mesta av sina frälsehemman. 1851 började han samarbeta med Morton Peto och blev direktör för hans sydschleswigska bana fram till 1864. Dessutom var han Petos fullmäktige i förhandlingarna med den danska regeringen om en järnväg genom Nordjylland. Westenholz verkade intensivt för Jyllands framväxt och särskilt för export av boskap till England. 1856 var han med och stiftade och senare styrde Horsens Laane- og Diskontobank. Det samma gällde 1862 för Horsens landboförening och 1865 för Hedeselskabet, vars stadgar han även skrev. Dessutom var han 1862 med och grundade frihandelsföreningen och 1861 brandförsäkringssällskapet "Danmark". Slutligen satt han mellan 1854 och 1865 som godsägare och som vald medlem i Tyrstrup Sogns styrelse och 1862-1866 i Skanderborg Amts råd.
Han var dessutom den man som tog gasen till Danmark. 1852 grundade han med hjälp av engelskt monetärt kapital, realkapital och kol The Odense Gas Company, som byggde gasverket i Odense 1853 - den första danska staden med gaslyktor. År 1853 fick han dessutom mer kapital, och företaget bytte namn till Det danske Gaskompagni - som grundade gasverk i många större danska städer. 
Även i det politiska livet deltog han, om än under en kortare tid, förmodligen på grund av hans svaga hälsa. Han satt i folketinget och riksrådet för Nordjylland och blev dessutom finansminister i C.E. Rotwitts tre månaders långa regering. Under tiden föreslog han den Østjyske længdebane. Då gick inte förslaget igenom, men gav grund till ett senare förslag. 1865 valdes han till rigsrådets Folketing i Skanderborg Amts tredje krets, men tyckte att landstinget var för okonservativt och gav upp sin plats. 
1852 fick han titeln etatsråd och 1850 riddare av Dannebrogorden. 1854 mottog han dessutom Dannebrogordenens Hæderstegn. Han dog 12 april 1866 och är begraven i Mattrups gravgård. Han var gift med Ingeborg Qwist i första äktenskapet 1850, men hon dog knappt två år efter vigseln. De fick sonen Thomas Frederik Westenholz. År 1853 gifte han sig med Mary Lucinde Hansen, och de fick sex barn: Mary Westenholz och Ingeborg Dinesen (Karen Blixens mor) samt Regnar Asker Westenholz, Torben Westenholz, Karen Westenholz och Aage Westenholz.